# 酒井杏之助
酒井 杏之助（さかい きょうのすけ、1893年3月16日 - 1980年11月4日）は、日本の銀行家。第一銀行頭取や、同行会長、第一勧業銀行相談役、全国銀行協会連合会会長等を歴任した。

## 経歴
東京府生まれ。静岡県出身。旧制東京府立第一中学校（現東京都立日比谷高等学校）を経て、1922年旧制東京商科大学（現一橋大学）専攻部卒業、第一銀行入行。太平洋戦争中の1943年に帝国銀行取締役調査部長に昇格。日本の降伏後、1946年帝国銀行常務取締役となる。1948年第一銀行副頭取。1951年から第一銀行頭取を務め、世論の反対が強い中、川崎製鉄千葉製鉄所（のちのJFEスチール東日本製鉄所千葉地区）建設の支援にあたるなどした。1962年に井上薫に頭取の座を譲り会長となり、1966年に井上の会長就任に伴い相談役に退く。1971年第一勧業銀行相談役。この間、全国銀行協会連合会会長、東京商工会議所副会頭、龍門社理事長等も務めた。

## 人物
第一銀行の調査課長時代、人生問題の悩みから仕事そっちのけで、外套姿のまま一心不乱に写経に専念し、周囲から「酒井は神経衰弱だから退職させるべき」と言われたが、当時の上司だった調査部重役の渋沢敬三は、「まともすぎるからああなったのだから、酒や遊びを覚えさせればいい銀行員になれる」となにかにつけて酒井を釣りや旅行に引っ張り出したところ、写経をやめ、重要な仕事を次々とこなすようになったという。
1969年の第一銀行と三菱銀行の合併騒動では、当時第一銀行会長だった井上薫と共に合併反対派の領袖として、頭取の長谷川重三郎と対立した。騒動の最中の同年1月には、酒井の名前で合併反対を訴える手紙が取引先等に送られたが、これが合併反対派を勢いづけ、最終的に合併話を破談に追い込んだ一因とも評価される。

## 著書
- 『自未得度先度他』炉発行所 1929年
- 『滿支視察談』第一銀行人事課 1939年